# Традиционалне вештине ткања тепиха у Фарсу
Традиционална вештина ткања тепиха у Фарсу уврштена је на Унеско листу нематеријалног културног наслеђа 2010. године. Иранци уживају глобални углед у ткању тепиха, а ткачи из Фарса покрајине на југозападу Ирана, су међу најистакнутијим. Вуна за израду тепиха стриже се у пролеће или јесен. Мушкарци затим израђују разбој за тепих (хоризонтални оквир смештен на поду), док жене преду вуну у пређу. Боје које се користе су углавном природне нијансе: црвене, плаве, смеђе и беле, произведене из бојила укључујући броћ, индиго, лишће салате, коре ораха, стабла трешње и коре нара. Жене су одговорне за израду мустре, избор боја и ткање, и на тепих преносе сцене из номадског живота. Оне не користе предлошке (дизајн) код ткања, тако да ниједан ткач не може исткати два тепиха истог дизајна. Обојена пређа је увезана у вунену мрежу да би се створио тепих. На самом крају се ушивају стране, а вишак вуне се спаљује да би мустра била живописна, када се тепих предаје на завршно чишћење. Све ове вештине се преносе усменим путем и уче радом уз мајстора. Мајке обучавају своје ћерке вештинама и како да користе материјал и алате, док очеви своје синове у шишању вуне и изради разбоја.